# Vacciniina nigromaculatus
Vacciniina nigromaculatus är en fjärilsart som beskrevs av Dahl 1931. Vacciniina nigromaculatus ingår i släktet Vacciniina och familjen juvelvingar. Inga underarter finns listade i Catalogue of Life.